# Entypoma robustator
Entypoma robustator là một loài tò vò trong họ Ichneumonidae.